# Szerelemben, háborúban (televíziós sorozat, 2014)
A Szerelemben, háborúban (eredeti címen: Kurt Seyit ve Şura) egy 2014-ben készült főműsoridős, török, történelmi, televíziós romantikus dráma. A sorozat Törökországban a Star TV-n volt látható 2014. március 4-étől 2014. november 20-áig. A sorozat 2 évadot élt meg.
Magyarországon a sorozatot az RTL Klub kezdte vetíteni 2015. január 9-i premierrel. A kevés néző miatt akkor csak 2 részt adtak le. 2016. június 8-tól a Duna TV tűzte műsorra, és a teljes sorozatot levetítette. 2017. október 17-étől az RTL Klub ismét sugározni kezdte, bár csak éjszakai műsorsávban, viszont most már az összes részt lejátszotta.

## Történet
Oroszországban cár uralma már nem a legfényesebben alakul és a politikai ellenállás is jelentősen erősödik. A sok harc után a katonák és a főhadnagy Kurt Seyit Eminof visszatérnek országukba a hosszú harc után. A hadnagynak jelentős változása lett az életében, hiszen a családi találkozók és bálok által megismer egy gyönyörű lányt Sura-t. Ám az Eminof család tagjaként megismeri Sura családját is, akik az ellenállást támogatják.

## Szereplők
- Kıvanç Tatlıtuğ - Kurt Seyit Eminof  „Mirza és Zahide fia, Mahmut és Osman bátyja, Celil barátja, Petro ellensége, Sura szerelme Murvet férje lesz”
- Farah Zeynep Abdullah - Şura - Alexandra Julianovna Verjenskaya, „Tina és Nina húga, Seyit szerelme”
- Fahriye Evcen - Mürvet   „Emine lánya, Seyit felesége”
- Cem Bender - Billy   „Seyit ellensége”
- Eva Dedova - Tatiana Tchoupilkina „Celil szerelme”
- Ushan Çakır - Celil Kamilof  „Tatja özvegye, Seyit barátja, szerelme”
- Birkan Sokullu - Petro Borinsky   „Seyit és Celil álbarátja, szerelmes Surába”
- Elçin Sangu - Güzide   „Yahya felesége,Celil szerelme”
- Zerrin Tekindor - Emine (14-) / Nermin Bezmen (7-13)    „Mürvet édesanyja/írónő”
- Seda Güven - Valentina Verjenskaya   „Nina és Sura testvére”
- Oral Özer - Mahmut Eminof  „Mirza és Zahide fia,Seyit és Osman testvére,Havva férje és fiának apja”
- Doğu Alpan - Vladimir  „Seyit barátja”
- Sümeyra Koç - Havva Eminof   „Mahmut felesége és fiának édesanyja”
- Tuğçe Karabacak - Nina Verjenskaya   „Tina és Sura nővére”
- Demet Özdemir - Alya   „Celil felesége,Sura barátnője”
- Melisa Aslı Pamuk - Ayşe  „Ali lánya,Sabri testvére,szerelmes Seyitbe”
- Tolga Savacı - Ahmet Yahya  „Güzide férje,szálloda tulajdonos”
- Emre Yetim - William
- Sacide Taşaner - Binnaz   „Yahya testvére”
- Osman Alkaş - Ali Dayı  „Ayse és Sabri apja,tulajdonás”
- Durukan Çelikkaya - Sabri   „Ayse testvére”
- Tijen Par - Yaşlı Valentina Verjenskaya
- Edip Tepeli - Galip  „dolgozó a szállóban”

| Színész neve                                                     | Szerepbeli név | A szerep ismertetése                                                                                           | Magyar hang    |
| Színész neve                                                     | 1. sor: eredeti török forma 2. sor: orosz nyelvű változat magyar átírásban (török nevek kivételével) 3. sor: orosz nyelvű változat cirill írással | A szerep ismertetése                                                                                           | Magyar hang    |
| ---------------------------------------------------------------- | --- | --- | -------------- |
| Kıvanç Tatlıtuğ                                                  | Kurt Seyit Eminof Kurt Szejit Eminov Курт Сеит Эминов                                                                                             | Mirza és Zahide fia, Mahmut és Osman bátyja, Celil barátja, Petro ellensége, Sura szerelme, Murvet férje lesz” | Pál András     |
| Farah Zeynep Abdullah                                            | Alexandra „Şura” Julianovna Verjenskaya Alekszandra „Sura” Julianovna Verzsenszkaja Александра «Шура» Юлиановна Верженская                        | Tina és Nina húga, Seyit szerelme                                                                              | Vadász Bea     |
| Fahriye Evcen                                                    | Mürvet (Murka) | Emine lánya, Seyit felesége                                                                                    |                |
| Cem Bender                                                       | Billy | Seyit ellensége                                                                                                |                |
| Eva Dedova (Jevlalija Olegovna Gyedova; Евлалия Олеговна Дедова) | Tatiana „Tati” Tchoupilkina Tatyjana „Tati” Csupilkina Татьяна «Тати» Чупилкина                                                                   | Celil szerelme                                                                                                 | Bertalan Ágnes |

## Külső hivatkozások
- Hivatalos honlap Archiválva 2015. január 22-i dátummal a Wayback Machine-ben